# 黄泉
黄泉（よみ、おみ）とは、日本神話や聖書などにおいて用いられる死後の世界を指す概念（死後の世界）。
記紀神話から用いられている語で、明治時代以降には聖書の日本語訳でも「黄泉」や「陰府（よみ）」の訳語が用いられるようになった。本居宣長の『古事記』の解釈をはじめとして一般的には死者の世界を意味するとされるが、このような『古事記』の解釈に否定的な学説もあり（後述）、位置関係がどのように捉えられていたかについても学説は分かれている。

## 日本神話における「黄泉」
「黄泉」は『古事記』などの神話のほか、『万葉集』（巻九の一八〇四
や一八〇九）や『霊異記』などにもみられる。
元来は『春秋左氏伝』や『史記』などにもみられる地下世界を意味する漢語からの借用語である。『万葉集』では「黄泉」と漢語表記であり、古代の日本人がどのように読んだかは定かでないが、『古事記』に「与母都志許売」とあることから「ヨミ」あるいは「ヨモ」と読まれていたとされる。この点は厳密には古代の日本人が冥界を「ヨミ」あるいは「ヨモ」と呼んでおり、それに漢語の「黄泉」を当てたものともいわれる。
本居宣長の『古事記』の解釈などから一般的には死者の世界を意味するとされるが、どこからもそのように読み取ることはできないと否定的な学説もあり、地上世界を取りまく「四方（よも）つ国」の意味とする説など異なる見解もみられる。
「ヨミ」の「ヨ」は古来から夜とする説があるが、上代の仮名遣で予母都志許売の「予」は乙類、「夜」は甲類である点で疑問も残る。また、「ヨミ」は闇のこととする説もあるが、「ヨミ」の「ミ」は甲類、「ヤミ」の「ミ」は乙類であり難しいという指摘がある（仮名遣の甲類と乙類については上代特殊仮名遣を参照）。
「ヨミ」の交替形の「ヨモ」は山と関連しているとの説もある。黄泉が「坂の上」にあり、原義は山であるとする。

### 古事記
『古事記』では「黄泉國」と表記されている。同書の訓読では「ヨミノクニ」と「ヨモツクニ」の読みがあるが、本居宣長以来「ヨモツクニ」の訓で読まれることが多い。

#### 黄泉の描写

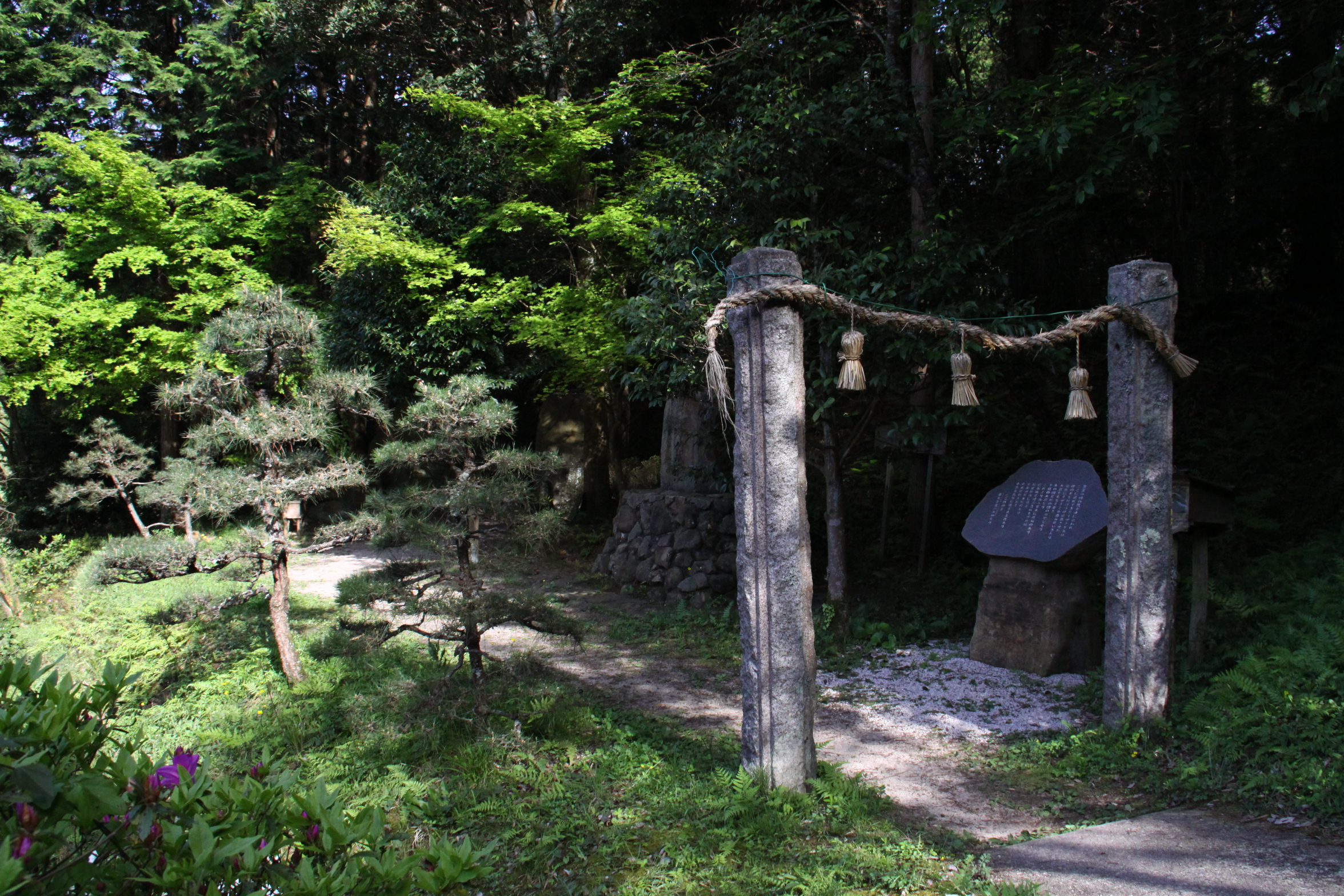
島根県松江市東出雲町の黄泉比良坂

『古事記』によれば、イザナミは火の神（カグツチ）を生んで亡くなり、比婆山に葬られた。イザナギはイザナミに会いたいと思い、黄泉国に追いかけていった。イザナミはイザナギに対して、既に黄泉戸喫（ヨモツヘクビ。黄泉国のかまどで作られた食事のことで、これを食べると黄泉国から帰れなくなると信じられた）を食べてしまったが、イザナギが来てくださっているので還ろうと思うが、黄泉神と話し合いたいので、しばらく私を見ないでくださいと言った。しかし、イザナギは長く待たされたため火を灯して中を見たところ、イザナミは変わり果てた姿となって全身から雷を生じており、これを恐れたイザナギは逃げ出した。
イザナミは「私に恥をかかせた」と激怒し、予母都志許売（ヨモツシコメ）にイザナギの後を追わせた。イザナギはヨモツシコメに黒御蔓（クロミカズラ、髪飾り）や湯津津間櫛（この櫛は投げるとタケノコとなったという）を投げつけて足止めした。さらに千五百の黄泉軍が追手に加わったが、黄泉比良坂（ヨモツヒラサカ）の坂本に至るとイザナギはそこにあった桃の実を投げつけて追い払い、桃に葦原中国にいる青人草が苦しんでいるときは助けるように告げて意富加牟豆美命（オオカムツミ）の名を与えた。
最後はイザナミ自身が追ってきたため、イザナギは千引の石（千人もの大勢を動員して引くほどの石）を黄泉比良坂に引いて塞いだ。
イザナミは逃げ帰るイザナギに対し、「1日に1000人殺す」と脅した一方、イザナギは「1日に1500の産屋を建てる」（1500人新しく生まれさせる）と応酬した。これによりイザナミは黄泉津大神と呼ばれることとなる。
『古事記』では黄泉比良坂（ヨモツヒラサカ）について「出雲国之伊賦夜坂也」としており、島根県松江市東出雲町揖屋には黄泉比良坂の伝承地がある。『古事記』には黄泉比良坂（ヨモツヒラサカ）が2カ所に登場し、一つは上述のイザナギとイザナミのシーン、もう一つがオオクニヌシが妻のスセリビメとともにスサノオから与えられた試練を克服して根の国から脱出するシーンである。

#### 位置関係
『古事記』の黄泉国については、本居宣長の『古事記伝』に始まる地下世界であるとする説と、松村武雄や神野志隆光など水平方向にある別の世界とみる説に大きく分けられるが、これらとはまったく違うイメージとする説もある。
久野昭は、記紀神話においては、現世と黄泉の国の地理的な上下の位置関係については明言されていないとしている。
この曖昧さは、記紀神話が形作られた古代日本の葬送によるとされる。すなわち、当時の日本における遺体処理の方法としては、土中に遺体を埋める土葬と、集落の外の特定の場所に遺体を安置して、朽ちて自然に戻るに任せる風葬があった。神話に書かれる黄泉の国におけるイザナミの姿の描写は、風葬された死体が腐敗する最中の姿を現していると思われる（土葬の死体も似た様子になると思われるが、誰かが偶然目にする機会は土中に埋まっている土葬の死体より地上に放置された風葬の死体の方が断然多い）。そのため、この時代の人々の間では、「腐敗した死体が置かれている場所」としての黄泉の国は、現世との物理的な上下関係を意識することはなかったと思われるとする。

### 日本書紀
『日本書紀』では『古事記』のような形式で直接「黄泉の国」の神話を持ち込むことはせず、神代紀上巻第五段本文には「黄泉の国」に関する言及はない。また、『日本書紀』では本文間で「一書云」の形で異伝が語られる。『日本書紀』の神代紀上巻第五段では、一書第二でイザナミが火の神を生んで亡くなるとするが「黄泉の国」に関する言及はない。一書第九・十でも「黄泉の国」としては語らず、「殯斂の処（もがりのところ）」や「伊弉冉尊の所在（ま）す処」として記述される。
一書第六では『古事記』とほぼ同様のイザナギとイザナミの応酬が描かれ、イザナミの埋葬のモチーフに関する記述はないものの、「泉津平坂（ヨモツヒラサカ）」の記述がある。
また、一書第十には「泉平坂」（よもつひらさか）で言い争っていたイザナミとイザナギのもとに菊理姫が現れる記述がある（菊理姫は何かを語ったとなっているが何を語ったかに関する記述はない）。
イザナミの葬地が三重県熊野市有馬の花の窟に比定されることから、熊野と「黄泉の国」が関連づけられることがある。

### 出雲国風土記
『出雲国風土記』出雲郡条の宇賀郷の項には黄泉の坂・黄泉の穴と呼ばれる洞窟の記載があり、「人不得 不知深浅也 夢至此磯窟之辺者必死」と記載されている。
この洞窟は島根半島の出雲市猪目町にある「猪目洞窟」に比定されるのが通説である。猪目洞窟は昭和23年（1948年）に発掘され、弥生時代から古墳時代にかけての人骨や副葬品が発見された。
なお、黄泉国とは出雲地方のことであるとする説がある。

## 『聖書』中の訳語としての「黄泉」
『新約聖書』中のギリシャ語「ハデス」、『旧約聖書』中のヘブライ語「シェオル」（en:Sheol）を漢文訳の『聖書』では「黄泉」と訳しており、日本語訳聖書においては、口語訳聖書では「黄泉」、新共同訳聖書では「陰府（よみ）」、新改訳聖書では「ハデス」と訳されている。類語であるギリシャ語の「ゲヘンナ」は地獄と訳されることが多く、訳し分けがなされている。他方、日本正教会訳聖書では、ゲヘンナを地獄（ルビ：ゲエンナ）、ハデスを地獄（ルビ：ぢごく）と、ルビを使って訳し分けている。
キリスト教内でも地獄に対する捉え方が教派・神学傾向などによって異なる。地獄と訳されることの多いゲヘンナと、黄泉と訳されることの多いハデスの間には厳然とした区別があるとする見解と、区別は見出すもののそれほど大きな違いとは捉えない見解など、両概念について様々な捉え方がある。
厳然とした区別があるとする見解の一例に拠れば、ゲヘンナは最後の審判の後に神を信じない者が罰せられる場所、ハデスは死から最後の審判、復活までの期間だけ死者を受け入れる中立的な場所であるとする。この見解によれば、ハデスは時間的に限定されたものであり、この世の終わりにおける人々の復活の際にはハデスは終焉する。他方、別の捉え方もあり、ハデスは不信仰な者の魂だけが行く場所であり、正しい者の魂は「永遠の住まい」にあってキリストと一つにされるとする。
上述した見解例ほどには大きな違いを見出さない見解からは、ゲエンナ（ゲヘンナ）、アド（ハデース）のいずれも、聖書中にある「外の幽暗」（マタイ22:13）、「火の炉」（マタイ13:50）といった名称の数々と同様に、罪から抜け出さずにこの世を去った霊魂にとって、罪に定められ神の怒りに服する場所である事を表示するものであるとされる。